# Назаров, Игнат Иванович
Игнат Иванович Назаров (1904—1982) — советский драматург.

## Биография
Родился в Ростове-на-Дону в семье рабочего. Член Коммунистической партии с 1929 года, с этого же года стал печататься. В 1938 году закончил Киноакадемию при ВГИК.

## Творчество
В своем творчестве, проникнутом гуманностью и патриотизмом, показывал героизм советских людей в Гражданской и Великой Отечественной войнах, а также жизнь современной (ему) молодежи. Назаров любил исторические сюжеты, старался сохранить документальность повествования, хотя ему присуща и поэтичность.
Стал автором драмы «Панфиловцы» (1963), радиопьесы «Сергей Лазо» (1971), героической комедии «Огонь на себя» (1962), пьес «Татьяна» (1936), «Младшая сестра» (1959), «По собственному желанию» (1976), комедий «Страшная находка» (1954), «Один колос еще не хлеб», «Чай пить — не дрова рубить» (1943) и «Пассажиры», героических драм «Маруся» (1962) и «Народ бессмертен», а также других произведений. Автор драматической новеллы «Мать: годы гражданской войны на Дону».
Пьесы Игната Ивановича Назарова «Сергей Лазо», «Мятеж на Волге», «Рождение солдата», «Огонь на себя» были в 1981 году изданы под одной обложкой в виде книги.